# Zacamulpa, Hidalgo
Zacamulpa är en ort i Mexiko.   Den ligger i kommunen Atotonilco de Tula och delstaten Hidalgo, i den sydöstra delen av landet, 70 km norr om huvudstaden Mexico City. Zacamulpa ligger 2 198 meter över havet och antalet invånare är 1 034.
Terrängen runt Zacamulpa är platt norrut, men söderut är den kuperad. Runt Zacamulpa är det ganska tätbefolkat, med 160 invånare per kvadratkilometer. Närmaste större samhälle är Colonia Santa Teresa, 18,0 km söder om Zacamulpa. Trakten runt Zacamulpa består i huvudsak av gräsmarker.